# Marvin Çuni
Marvin Çuni (sinh ngày 10 tháng 7 năm 2001) là cầu thủ bóng đá chuyên nghiệp hiện đang thi đấu ở vị trí tiền đạo cho câu lạc bộ Frosinone tại Serie A. Sinh ra ở Đức, anh đại diện cho Đội tuyển bóng đá quốc gia Albania.

## Sự nghiệp thi đấu

### Bayern München
Sau khi thi đấu cho Eintracht Freising, Çuni gia nhập Bayern München vào năm 2012 và thăng tiến ở các cấp độ đội trẻ. Vào mùa hè năm 2020, anh gia nhập câu lạc bộ Sonnenhof Großaspach tại Regionalliga Südwest theo dạng cho mượn. Anh có 34 lần ra sân cho câu lạc bộ, ghi 19 bàn thắng.
Vào ngày 1 tháng 9 năm 2021, Çuni gia hạn hợp đồng với Bayern đến tháng 6 năm 2024 và chuyển đến câu lạc bộ SC Paderborn tại Bundesliga 2 theo dạng cho mượn đến cuối mùa giải.

#### Cho mượn tại Saarbrücken
Vào ngày 24 tháng 6 năm 2022, Çuni gia nhập câu lạc bộ 1. FC Saarbrücken tại 3. Liga theo dạng cho mượn trong phần còn lại của mùa giải. Anh ghi 13 bàn thắng sau 35 lần ra sân cho câu lạc bộ.

### Frosinone
Vào ngày 6 tháng 7 năm 2023, Çuni gia nhập câu lạc bộ Frosinone tại Serie A bằng bản hợp đồng có thời hạn 3 năm.

## Sự nghiệp quốc tế
Çuni từng chơi cho đội tuyển U-19 Albania. Vào ngày 14 tháng 10 năm 2023, anh được gọi triệu tập lên Đội tuyển bóng đá quốc gia Albania chuẩn bị cho trận giao hữu với Bulgaria.

## Thống kê sự nghiệp
Tính đến 6 tháng 11 năm 2023
| Câu lạc bộ                     | Mùa giải            | Giải đấu             | Giải đấu | Giải đấu | Cúp  | Cúp | Tổng cộng | Tổng cộng |
| Câu lạc bộ                     | Mùa giải            | Hạng đấu             | Trận     | Bàn      | Trận | Bàn | Trận      | Bàn       |
| ------------------------------ | ------------------- | -------------------- | -------- | -------- | ---- | --- | --------- | --------- |
| Bayern München II              | 2020–21             | 3. Liga              | 0        | 0        | –    | –   | 0         | 0         |
| SG Sonnenhof Großaspach (mượn) | 2020–21             | Regionalliga Südwest | 34       | 19       | 2    | 3   | 36        | 22        |
| SC Paderborn (mượn)            | 2021–22             | Bundesliga 2         | 11       | 0        | 0    | 0   | 11        | 0         |
| SC Paderborn II (mượn)         | 2021–22             | Oberliga Westfalen   | 3        | 3        | 0    | 0   | 3         | 3         |
| 1. FC Saarbrücken (mượn)       | 2022–23             | 3. Liga              | 32       | 9        | 3    | 4   | 35        | 13        |
| Frosinone                      | 2023–24             | Serie A              | 9        | 1        | 1    | 0   | 10        | 1         |
| Tổng cộng sự nghiệp            | Tổng cộng sự nghiệp | Tổng cộng sự nghiệp  | 89       | 32       | 6    | 7   | 95        | 39        |